# Marineo
Marineo (Marinè in siciliano) è un comune italiano di 5 988 abitanti della città metropolitana di Palermo in Sicilia.

## Geografia fisica
Marineo è situato nel territorio centrale della città metropolitana di Palermo, sormontato dalla caratteristica Rocca: una formazione montuosa composta da calcare su cui sono presenti specie vegetali molto rare e protette, come l'Iris dal gambo corto. Nel 2003 sono stati effettuati sulla Rocca dei lavori di consolidamento di alcuni costoni rocciosi cofinanziati dall'Unione Europea.
Nel territorio marinese sono presenti altri rilievi montuosi, come la Montagnola su cui sono stati trovati i resti di un'antica città: Makella, e Pizzo Parrino. Sorge a 550 metri sul livello del mare, a 30 km da Palermo.

## Storia

### Età antica
Un primo insediamento nel territorio di Marineo risale all'VIII-VII secolo a.C. In quel tempo Marineo era un insediamento indigeno sulla Montagnola. In seguito, a causa dell'influenza di civiltà come Fenici, Greci e Romani, si riuscì a determinare una ricchezza di cultura ed un'arte ancora testimoniata dai reperti archeologici che si vanno man mano trovando tra gli scavi archeologici sulla Montagnola. In seguito anche Bizantini, Arabi, Normanni e Svevi si stabilirono e passarono sulla Montagnola.

### Età moderna
Dal 1500 in poi il paese fu fondato e costruito nella locazione attuale, dalla famiglia Bologna, che costruì il Castello e le prime 300 case e incoraggiò la costruzione della Chiesa Madre, del Convento e del monastero Olivetano. Successivamente ai Bologna subentrò la famiglia Pilo, molto sensibile all'abbellimento delle chiese e che contribuì donando molte opere d'arte alla fondazione del Collegio di Maria (posto dall'altro lato del Corso dei Mille rispetto alla Chiesa Madre).
Ubicato nella Valle dell'Eleuterio a 30 km da Palermo a quota 555,00 s.l.m, poco distante dalla antica città di MaKella ove peraltro sono in corso ricognizioni e scavi archeologici, sorge l'attuale Marineo con storia più recente di fondazione medievale. Sorto nel 1549, a seguito di licenzia populandi concessa a Francesco Maria Beccadelli di Bologna. Nel 1549 Francesco Bologna (†1552) barone di Cefalà e di Capaci chiede lo jus populandi sul feudo di Marineo.
Il 3 febbraio 1553 viene registrato l'inventario dei beni del defunto barone di Cefalà. (Archivio di Stato Palermo, Cancelleria 42, foglio 180, idem 46, foglio 87). La concessione per edificare la nuova terra di Marineo certamente sarà stata utilizzata nel tempo con ampia facoltà e di questo si ha conferma attraverso documenti che attestano gli atti di locazione di terre ed abitazioni già costruite date a censo a numerosi coloni nel 1568 da parte di Giliberto Bologna barone di Marineo; il 3 febbraio 1571 Giliberto vende ad Aloisio Scavuzzo Russo, figlio del notaio Giacomo, il feudo e castello di Cefalà assieme al fondaco, balneas et alias stancias ed al feudo delle Mendole. (cfr. appendice) (Archivio di Stato Palermo, Conservatoria 142, foglio 21).
La famiglia Beccadelli costruì il proprio palazzo nel 1553, su probabile preesistenze, determinando la matrice urbana di Marineo, la tipica morfologia cinquecentesca “la strada dritta” e l'inizio della strada con l'edificio monumentale in fase prospettico. Dal punto di vista della morfogenesi dello spazio urbano il tessuto è a grana media.
Per Vito Maria Amico, nel Dizionario Topografico della Sicilia, invece il nome viene dal latino Marineum, in siciliano Marineu:
Paese fabbricato da Francesco Bologna al tempo del Fazello e precisamente nel 1540, sito tra la fortezza di Cefalà e la torre Risalaimi in un poggio verso settentrione; è diviso da vie rette, ornato di casa Baronale, e presenta quasi nel centro la chiese maggiore dedicata a San Giorgio martire sotto la cura di Arciprete. Fu data ai Minori Riformati nel 1570 la Chiesa di S. Maria della Damma che è in somma venerazione ai cittadini, ma diessi poi ai Conventuali sotto il titolo e gli auspicii della Madomma Immacolata. Presentansi finalmente, un collegio di Maria per l'educazione delle fanciulle sotto l'ordine anche dei minori attaccato al tempio di S. Vincenzo Ferreri, e la Chiesa del SS. Crocifisso dei monaci di Monte Oliveto fondata dal sopraccennato Francesco e suffraganea a S. Maria del Bosco. Contansi altre quattro Chiese minori. Comprendesi Marineo nella provincia com'arca e diocesi di Palermo, e conosce i diritti della prefettura di Sciacca cui recava 13 fanti. Contavansi nel censimento, scorso appena il X lustro della fondazione, 1 082 abitanti, e poi 553 case 2 327 abitanti nell'anno 1653, e nel 1713 poi 995 case 3150 abitatori che rovaronsi 3739 dalla recentissima numerazione. Ebbesi un tempo il titolo di Contea per privilegio di Filippo II nel 1562 e poi dopo tre ne venne nominato Marchese per diploma del medesimo Re, Giliberto figliuolo del sopraccennato Francesco. Molto ampiamente stendevasi un tempo la signoria di Marineo e comprendeva molti territorii volgarmente detti Feudi ricchissimi per totale ubertà e che riconoscono oggi vari possessori. Nel censimento di Federico II possedeva Marineo Pietro Formica milite, e ne fruiva del dominio sotto Martino I la nobile famiglia Amodea. L'ottennero i Bologna nel sorgere del secolo XVI, quindi fu il fondatore del paese sotto Carlo V. Francesco Bologna Questore dell'isola, cui succede Conte e Marchese, come sopra dicemmo, il figliuolo Giliberto; fu anche signore di Capaci e di Cefalà e gli succedette Vincenzo, di cui e dei suoi successori dissi altrove sufficientemente presentando la serie dei Conti di Capaci. Si ha il Marchese il potere d armi, ed occupa l'VIII posto nel pubblico Parlamento del Regno. Sta il paese in 38° di lat. ed in 37° e 15 di log. Sono nominate nel territorio e nel bosco vicino le acque termali appellate di S. Isidoro da una Chiesa a questo santo intitolata.

### Simboli
Lo stemma di Marineo è composto da quello della famiglia Pilo (un albero sostenuto due leoni coronati controrampanti, in campo d'argento) affiancato a quello dei Beccadelli (tre mani d'aquila d'oro in campo azzurro).
Il gonfalone è un drappo di rosso porpora.

## Monumenti e luoghi d'interesse

### Architetture religiose
- Duomo di San Ciro del 1665, edificio ultimato nel 1562 e originariamente dedicato a San Giorgio. L'edificio annovera un tabernacolo di forma ovale eseguito nel XVI secolo ed attribuito alla bottega dei Gagini. Le statue raffiguranti Santa Lucia e l'Immacolata, quest'ultima realizzata nel 1847 dallo scultore palermitano Vincenzo Genovese.
- Collegio di Maria e chiesa di San Vincenzo Ferreri. Il luogo di culto custodisce il dipinto raffigurante la Madonna con il Bambino ritratta nell'atto di consegnare l'indulgenza a San Francesco d'Assisi e Santa Chiara, opera di Filippo Randazzo.
- Santuario della Madonna dello Scanzano e convento dell'Ordine francescano, primitivo luogo di culto.
- Santuario di Santa Maria della Dayna dell'Ordine dei frati minori conventuali. L'aggregato custodisce una Annunciazione di Tommaso Pollace del 1784. Sono documentate due statue: l'Immacolata e il gruppo San Giuseppe e il Bambino, opere realizzate da Filippo Quattrocchi. Gruppo ligneo della Pietà.
- Chiesa di San Michele Arcangelo (1630). Statua raffigurante la Madonna del Carmelo del 1809 ante, legno policromo, attribuzione, opera commissionata dalla Congregazione della Madonna del Carmelo a Girolamo Bagnasco.
- Chiesa di Sant'Antonino.
- Chiesa di Sant'Anna.
- Chiesa del Santissimo Crocifisso.
- Chiesa del Santissimo Sacramento.
- Chiesa di Gesù Maria e Giuseppe
- Chiesa delle Anime Sante
- Cappella di Nostra Signora di Guadalupe, la costruzione sorge sulla serra di Marineo, è stata ideata e fortemente voluta per la sua immensa devozione, da padre Francesco Francaviglia che per tanti anni è stato missionario in Messico proprio nella basilica di Guadalupe. Il luogo di culto è stato inaugurato nel 2008 con il sostegno economico di alcuni marinesi emigrati in America, donazioni di consulenti, imprese, commercianti, artigiani locali e soprattutto dall'aiuto costante dei suoi praticanti. L'ambiente ospita una fedele riproduzione in tela della Madonna di Guadalupe, l'intero edificio è circondato da un paesaggio mozzafiato.
- Cappella del Calvario.

### Architetture militari
Castello Beccadelli di Bologna. Edificio costruito nel 1553 sulla primitiva fortezza voluta da Carlo d'Angiò nell'ambito delle lotte intestine dei Vespri Siciliani.

### Altro
- Museo regionale archeologico.
- Lavatoio pubblico.

Altri luoghi importanti del paese sono: 
- Piazza Garfield-Lodi, posta davanti all'edificio scolastico San Ciro (costruito nel 1933) e rinnovata tra il 2001 e il 2002;
- Corso Vittorio Emanuele, adiacente alla piazza Garfield-Lodi, chiamato dalla popolazione semplicemente il Piano o u Chianu in siciliano, il cui manto stradale reca ancora due tombini con impressi il simbolo del fascio;
- Piazza Giovanni Falcone e Paolo Borsellino, ubicata sulla stessa direttrice del Corso, ospita il monumento dedicato ai Caduti della I Guerra Mondiale;
- Corso dei Mille con al centro piazza Inglima, arteria da cui si racconta siano passati i Mille di Garibaldi;
- Piazza Inglima, sede di manifestazioni musicali e simili; sulla sinistra l'ingresso laterale dell'edificio scolastico e la piccola cappella del Calvario, contenente un piccolo giardino e la famosa scala che porta alla parte periferica più alta. La parte destra porta alla chiesa madre e al Collegio di Maria; proseguendo si arriva fino al Castello Beccadelli, edificio costruito dai Bologna nel XV secolo, la cui piazza, piazza Castello, è stata rinnovata nel 2005.
- Piazza Castello, proseguendo sulla sinistra si arriva al Mulino San Francesco, mentre la parte destra conduce al convento dell'Ordine francescano e al Parco Vecchio, zona rurale ed agrituristica che si estende per centinaia di ettari, dove si trovano il depuratore ed il potabilizzatore marinesi, oltre ad una piccola centralina elettrica e uno dei posti più famosi tra i ragazzi del paese, la "naca" dello Stretto, piccolo laghetto seminterrato con una piccola cascata, il tutto circondato da rocce stratificate.

## Società

### Evoluzione demografica
Abitanti censiti

## Cultura
Marineo è una cittadina molto attiva sul piano culturale e molto legata alle sue tradizioni laiche e religiose, le quali vengono ancora salvaguardate grazie al lavoro benevolmente offerto dai generosi cittadini.

### La Dimostranza di San Ciro
La Dimostranza di San Ciro è una Sacra Rappresentazione allegorica itinerante, già documentata da G. Pitrè nella sua Biblioteca delle tradizioni popolari. Così esso scriveva nel 1881: 
"Dimustranzi erano anche quelle che si facevano in Marineo in onore del patrono principale S. Ciro martire, che ricorre la penultima Domenica di Agosto. Si rappresentava, come è solito, la vita del santo: e persone che furono presenti agli ultimi spettacoli affermano che i personaggi a quando a quando parlavano".
La tradizione della Dimostranza nasce a Marineo nel 1700, probabilmente perché i Marinesi, orgogliosi di avere ricevuto le Sacre Reliquie del Santo Martire, volevano onorarlo e venerarlo con una manifestazione degna di tale prestigio e di coinvolgimento popolare.
All'inizio la Sacra rappresentazione consiste in una processione, sfilata di diversi gruppi, rappresentanti alcune tra le più famose scene bibliche e con la presenza di diverse figure allegoriche. Successivamente la Dimostranza di Marineo diventa una vera e propria Sacra Rappresentazione itinerante della vita di San Ciro arricchita di dialoghi e cori. Riproponendo la strutturazione delle sacre rappresentazioni medioevali, inizia con un quadro di apertura (peccato originale e cacciata di Adamo ed Eva dal Paradiso Terrestre); quindi seguono le scene con le figure allegoriche, la persecuzione romana e la discordia, infine l'angelo che scaccia entrambi annunciando l'ordine divino (lotta eterna tra bene e male).
Queste Sacre rappresentazioni in stile medioevale si svolgevano in un'unica piazza, molto grande dove in diversi punti venivano rappresentate le diverse scene. Marineo, non avendo una piazza tanto grande, ha cambiato lo svolgimento della manifestazione adattandola alla struttura urbanistica del paese, così gli spettatori si fermano in una piazzetta o largo, che diventa il punto di recita e le scene vengono via via rappresentate passandogli davanti. Quando finisce una scena, gli attori si spostano nella piazza successiva, dove, come una staffetta, lasciano il palcoscenico naturale alla scena seguente. La Dimostranza si snoda quindi per le vie del paese come un serpente e vi è un momento in cui in tutti i luoghi deputati si recita contemporaneamente, trasformando l'intero comune in un grande palcoscenico.
L'edizione del 2015 ha celebrato il 350º anniversario del culto di San Ciro a Marineo. Infatti, nel 1665, la famiglia Pilo ottenne dalla Santa Sede la preziosa reliquia del martire Ciro, conservata adesso presso la Chiesa Madre. La rappresentazione è stata coordinata e diretta da Nino Triolo.

### Il Presepe Vivente
Il presepe vivente (o presepio vivente) è una tradizione cristiana consistente in una breve rappresentazione teatrale che ha lo scopo di rappresentare, con l'impiego di figuranti umani, la nascita di Gesù in una scenografia che viene costruita per ambientare la vicenda della natività. A Marineo si è soliti preparalo su uno scenario alquanto affascinante e suggestivo, poiché le caratteristiche architettoniche, urbanistiche e geografico-fisiche della cittadina vengono sfruttate al meglio per rendere l'esperienza del presepe sempre più realistica e fedele agli usi e ai costumi di un tempo ormai lontano. Si pensi alle edizioni del Presepe Vivente al Convento o del Presepe Vivente sotto la Rocca.

### Premio internazionale di poesia di Marineo
Fiore all'occhiello dell'attività culturale marinese e della Fondazione Gioacchino Arnone che gestisce l'evento con grande professionalità. Guadagnatasi ormai un notevole prestigio culturale nella vasta cerchia dei concorsi letterari nazionali, l'edizione del 2015, svoltasi a settembre, ha raggiunto il 41º anno consecutivo.

## Infrastrutture e trasporti
Il Comune è interessato dalle seguenti direttrici stradali:

## Amministrazione
| Periodo | Periodo   | Primo cittadino  | Partito              | Carica  | Note |
| ------- | --------- | ---------------- | -------------------- | ------- | ---- |
| 2008    | 2013      | Franco Ribaudo   | Partito Democratico  | Sindaco |      |
| 2013    | 2018      | Pietro Barbaccia | Lega Salvini Premier | Sindaco |      |
| 2018    | 2023      | Franco Ribaudo   | Partito Democratico  | Sindaco |      |
| 2023    | in carica | Franco Ribaudo   | Partito Democratico  | Sindaco |      |

### Gemellaggi
- Sainte-Sigolène, dal 1984
- Grottaglie, dall'11 maggio 2019

## Sport
Attualmente a Marineo vi sono diverse Società sportive che si dedicano in diversi ambiti come volley, calcio e ciclismo. In modo particolare A.s.d Oratorio S.Ciro e S.Giorgio il quale grazie alla conquista del campionato di Terza Categoria (2012/2013) e quello di Seconda Categoria (2013/2014) partecipa al campionato di Prima Categoria (2014/15 - 2015/16 - 2016/17) stagione 2017/18 conquista la vittoria ai play-off per partecipare al campionato di promozione (2018/19). Con la tripla promozione la squadra sta facendo riscoprire i vecchi fasti in cui Marineo primeggiava nel calcio dilettantistico, dopo tanti anni di assenza dal panorama calcistico isolano per varie vicessitudini. La partecipazione al campionato di promozione è un risultato storico. Oltre al calcio, non bisogna dimenticare l'Asd Extreme Racing Team, la società marinese di ciclismo che ad oggi conta circa 100 ciclisti tesserati. L'Extreme Racing Team e la Proloco ogni anno organizzano una delle più partecipate granfondo di mountain bike del sud italia, la ''Granfondo Marineo Archiviato il 3 ottobre 2015 in Internet Archive.''. L'8 ottobre del 2017 si svolge la XIII edizione, la XII edizione ha visto circa 800 partenti.

## Galleria d'immagini

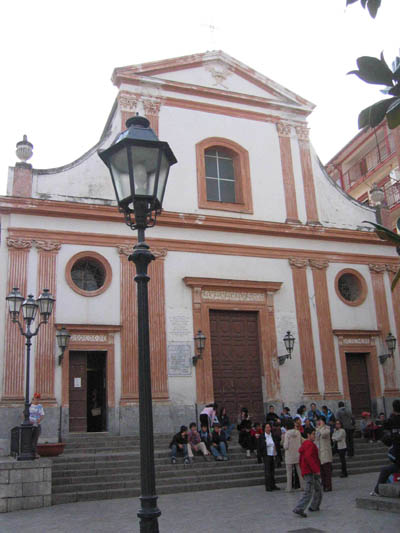
Chiesa Madre
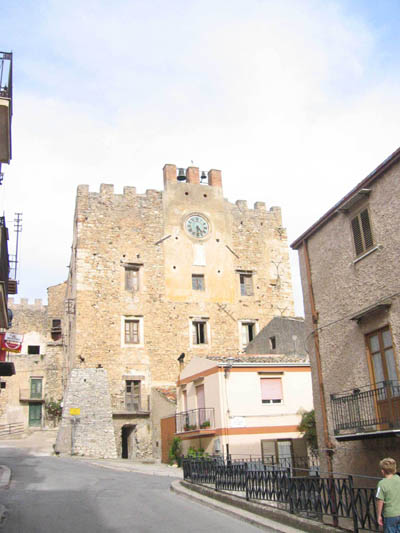
Castello Beccadelli
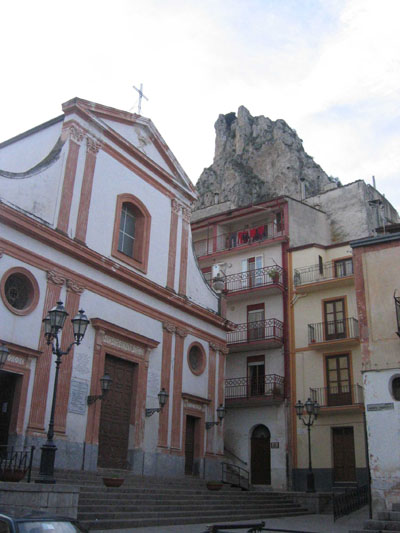
Chiesa e Rocca